# 유럽 고속도로 35호선
| E 35 |

E35의 지도.

유럽 고속도로 35호선(영어: European route E35)는 국제 연합의 국제 E-로드 네트워크의 노선으로 A클래스 남북 방면 주요도로이다. 네덜란드의 암스테르담을 출발점으로 이탈리아 로마를 종착점으로 한다. 이 도로는 4개국 약 1,660 km를 연결한다.

## 경로

### 네덜란드
- 암스테르담
- 위트레흐트
- 아른험

### 독일
- 뒤스부르크
- 쾰른
- 본
- 프랑크푸르트암마인
- 만하임
- 다름슈타트
- 하이델베르크
- 카를스루에
- 바덴바덴
- 프라이부르크

### 스위스
- 바젤
- 루체른
- 알트도르프
- 벨린초나
- 루가노
- 키아소

### 이탈리아
- 코모
- 밀라노
- 피아첸차
- 파르마
- 모데나
- 볼로냐
- 피렌체
- 아레초
- 오르비에토
- 로마